# Rendez-vous à Grenade
Pour plus de détails, voir Fiche technique et Distribution.
Rendez-vous à Grenade est un film musical français réalisé par Richard Pottier en 1951 et sorti à Paris l'année suivante.

## Fiche technique
- Réalisateur : Richard Pottier
- Scénariste :  Gérard Carlier
- Dialogues : André Tabet
- Décors : Paul-Louis Boutié
- Costumes : Marie-Ange Schlicklin
- Photographie : André Germain
- Musique du film : Francis Lopez
- Montage : Christian Gaudin
- Coordinateur des effets spéciaux : Nicolas Wilcké
- Producteurs : Lucien Masson, Roger Ribadeau-Dumas, Antoine de Rouvre
- Directeur de production : Roger de Broin
- Sociétés de production : Société Française de Cinématographie (SFC) et La Société des Films Sirius
- Sociétés de distribution :  La Société des Films Sirius, René Château Video, TF1 Vidéo, Pathé Distribution
- Format : Noir et blanc - 1,37:1 - 35 mm - Son mono
- Pays d'origine :  France
- Genre : Film musical
- Durée : 1h16
- Dates de sortie :
  - France : 21 novembre 1951, à Cannes
  - France : 27 juin 1952, à Paris
- Affiche : Fernand François (France)

## Distribution
- Luis Mariano : Marco Da Costa
- Nicole Maurey : Manina
- Jean Tissier: Maxime Saintal
- Marthe Mercadier : Annette
- Olivier Hussenot : le chauffeur
- Louis Bugette : Casimir
- Lucien Hector
- Brigitte Bargès
- Jean Villet
- Frédérique Nadar
- Paul Villé
- Les Blubell Girls
- Gaston Garchery
- Henri Cote
- Zélie Yzelle : la dame qui traverse
- Marcel Portier : la doublure lumière de Luis Mariano
- Praline